# Kamose

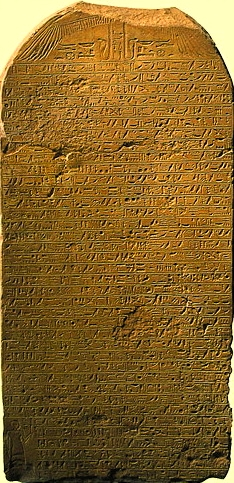
Segunda estela de Kamose, descubierta en Karnak. Museo de Luxor.

Uadyjeperra Kamose, o Kamose, fue el último faraón de la Dinastía XVII de Egipto, entronizado bajo el nombre de Uady-Jeper-Ra. Su reinado transcurrió de c. 1579 a 1575 a. C., al final del Segundo Período Intermedio. A Kamose generalmente se le atribuye un reinado de tres años (su año de reinado más alto atestiguado), aunque algunos eruditos ahora favorecen darle un reinado más largo, de aproximadamente cinco años.
Su reinado es importante por las decisivas iniciativas militares que tomó contra los hicsos, que habían llegado a gobernar gran parte del Antiguo Egipto. Su padre había tomado la iniciativa y perdió la vida en una batalla contra los hicsos. Se cree que su madre, como regente, continuó las campañas tras la muerte de Kamose, y su hermano mayor realizó las conquistas definitivas y llegó a unificar todo Egipto.

## Biografía
Su padre pudo ser Seqenenra Taa (o tal vez su hermano); su madre Tetisheri (o Ahhotep). Fue el sucesor de ambos en la lucha contra los gobernantes hicsos.
Su reino se extendió desde Elefantina, al sur, hasta Hermópolis Magna (Jmun), al Norte. Durante su mandato los hicsos, bajo Apopi I, controlaban el norte de Egipto, con Avaris como capital, quizás hasta Gebelein. Nubia formaba un reino independiente, con tendencia pro-hicsa.
Kamose consiguió recuperar numerosas ciudades, entre ellas la ancestral capital egipcia, la blanca Menfis. Con sus tropas llegó hasta la misma Avaris, sin atacar la ciudad, pues pudo interceptar a tiempo a un mensajero con la petición de auxilio de Apopi a los gobernantes de Nubia.
Tenemos constancia de los éxitos de Kamose a través de dos estelas. El principio de la primera, encontrada en las ruinas de Dra Abu el-Naga (las tablillas de Carnarvon), cuya copia se conoce desde 1908, pues el original había servido como material de relleno del tercer pilono del templo de Karnak, donde se encontraron los fragmentos en 1932. La segunda estela fue encontrada intacta en 1954, formaba parte del pedestal de una estatua de Ramsés II, en Karnak. 
Kamose murió durante su tercer año de reinado, posiblemente en el asedio de Avaris. Su sencillo sarcófago fue encontrado en 1857 por Auguste Mariette, en Dra Abu el-Naga. Contenía la momia semi-descompuesta y algunas ofrendas; el cuerpo se desintegró al entrar en contacto con el aire libre.
Tras su muerte el gobierno pasó a manos de su hermano (o sobrino) Ahmose, quien finalmente consiguió expulsar a los hicsos del país, y por esto es considerado el fundador de la Dinastía XVIII.

## Estelas de Kamose
Kamose erigió dos estelas en Tebas que parecen contar una narración consecutiva de la derrota de los hicsos. A la primera estela le falta la última parte. La tablilla de madera Carnarvon n.º 1, escrita en hierático también conserva parte del texto de las estelas y llena parcialmente el hueco de la primera estela.

### Identificación
Ya en 1916, Alan Gardiner supuso que la Primera Tablilla de Carnarvon debía de ser una copia de alguna estela conmemorativa del faraón Kamose. Esto se confirmó más tarde, cuando los egiptólogos franceses Lacau y Chévrier estaban trabajando en Karnak e hicieron un importante descubrimiento de dos fragmentos de estela. El más pequeño de ellos se encontró en 1932. Y en 1935 apareció el fragmento mayor. De este modo, se demostró que el texto de la Tablilla Carnarvon se copió de las estelas de Kamose. Estos textos más recientes se publicaron en 1939.

### Otros descubrimientos
Más recientemente, se han encontrado otras inscripciones de Kamose. "Hasta hace poco [2016] sólo se conocían dos estelas de Kamose, una de las cuales también fue copiada en una tabla de escritura de la dinastía XVIII [Tablilla Carnarvon] (Redford 1997: nos. 68-69). En 2004 se encontró en Karnak una inscripción fragmentada con el nombre de Las dos Damas de Kamose y se etiquetó como la tercera estela de Kamose (Van Siclen 2010). En 2008, el equipo de excavación de la Universidad de Montpellier en Armant exhumó en el templo de Montu el fragmento de una nueva estela de Kamose, construida según el mismo modelo que las anteriores pero diferente en su contenido. De hecho, “también informa de la consagración de ofrendas y logros dentro de los muros de Karnak, así como de ceremonias y salidas procesionales de Amón”.

## Titulatura
| Titulatura | Jeroglífico | Transliteración (transcripción) - traducción - (referencias) |

| G5 |

| G5 |

| N28 · D36 | D2 · Z1 | W11 · t · f |

| N28 · D36 | D2 · Z1 | W11 · t · f |

| N28 · D36 | D2 · Z1 | W11 · t · f |

| N28 · D36 | D2 · Z1 | W11 · t · f |

| G5 |

| G5 |

| N28 · D36 | D2 · Z1 | W11 · t · f |

| N28 · D36 | D2 · Z1 | W11 · t · f |

| N28 · D36 | D2 · Z1 | W11 · t · f |

| N28 · D36 | D2 · Z1 | W11 · t · f |

| G16 |

| G16 |

| F25 | mn · n | W24 · W24 · W24 |

| F25 | mn · n | W24 · W24 · W24 |

| G16 |

| G16 |

| F25 | mn · n | W24 · W24 · W24 |

| F25 | mn · n | W24 · W24 · W24 |

| G8 |

| G8 |

| s | O4 · r | Y1 · N17 · N17 | N23 | N23 |

| s | O4 · r | Y1 · N17 · N17 | N23 | N23 |

| G8 |

| G8 |

| s | O4 · r | Y1 · N17 · N17 | N23 | N23 |

| s | O4 · r | Y1 · N17 · N17 | N23 | N23 |

| N5 | M13 | M40 | L1 |

| N5 | M13 | M40 | L1 |

| N5 | M13 | M40 | L1 |

| N5 | M13 | M40 | L1 |

| N5 | M13 | M40 | L1 |

| N5 | M13 | M40 | L1 |

| N5 | M13 | M40 | L1 |

| N5 | M13 | M40 | L1 |

| N5 | M13 | M40 | L1 |

| N5 | M13 | M40 | L1 |

| N5 | M13 | M40 | L1 |

| N5 | M13 | M40 | L1 |

| N5 | M13 | M40 | L1 |

| N5 | M13 | M40 | L1 |

| N5 | M13 | M40 | L1 |

| N5 | M13 | M40 | L1 |

| D28 · D52 | F31 | s | A24 |

| D28 · D52 | F31 | s | A24 |

| D28 · D52 | F31 | s | A24 |

| D28 · D52 | F31 | s | A24 |

| D28 · D52 | F31 | s | A24 |

| D28 · D52 | F31 | s | A24 |

| D28 · D52 | F31 | s | A24 |

| D28 · D52 | F31 | s | A24 |

| D28 · D52 | F31 | s | A24 |

| D28 · D52 | F31 | s | A24 |

| D28 · D52 | F31 | s | A24 |

| D28 · D52 | F31 | s | A24 |

| D28 · D52 | F31 | s | A24 |

| D28 · D52 | F31 | s | A24 |

| D28 · D52 | F31 | s | A24 |

| D28 · D52 | F31 | s | A24 |

| D28 | F31 | O34 |

| D28 | F31 | O34 |

| D28 | F31 | O34 |

| D28 | F31 | O34 |

| D28 | F31 | O34 |

| D28 | F31 | O34 |

| D28 | F31 | O34 |

| D28 | F31 | O34 |

| D28 | F31 | O34 |

| D28 | F31 | O34 |

| D28 | F31 | O34 |

| D28 | F31 | O34 |

| D28 | F31 | O34 |

| D28 | F31 | O34 |

| D28 | F31 | O34 |

| D28 | F31 | O34 |